# روابط مصر و عراق
روابط مصر و عراق در سال ۱۹۷۷ میلادی بدلیل به رسمیت شناختن اسرائیل توسط مصر و امضای پیمان کمپ دیوید قطع شد و پس از آغاز حمله عراق به ایران،و  با حمایت مصر از عراق روابط بین این دو کشور از نو برقرار شد.

## جنگ ایران و عراق
پس از حمله عراق به ایران، روابط مصر و عراق که بدلیل به رسمیت شناختن اسرائیل توسط مصر و امضای پیمان کمپ دیوید قطع شده بود مجدداً برقرار گردید. همچنین به نوشته روزنامه واشنگتن پست، با وجود انکار دولت مصر بیش از سی هزار نیروی مصری در ارتش عراق همکاری می‌کنند. مصر همچنین نقش فعالی در تسلیح عراق خصوصاً در ابتدای جنگ داشت.
مصر از حامیان اصلی شاه ایران پس از انقلاب اسلامی در سال ۵۷ و از حامیان اصلی عراق در جنگ با ایران بود. به‌طور تقریبی حدود دو سوم ارتش مصر در جنگ با ایران در کنار ارتش عراق همکاری کردند. همچنین در سالهای دهه هشتاد میلادی صدها هزار کارگر مصری (بین ۱٫۲ میلیون تا ۵ میلیون تخمین زده شده) در بخش‌های مختلف عراق و از جمله در ارتش آن کشور به کار مشغول بودند.